# Ma’alpiku-Island-Nationalpark
Der Ma'alpiku-Island-Nationalpark (CYPAL) (engl.: Ma'alpiku Island National Park (CYPAL), bis 2011 Restoration-Island-Nationalpark) ist ein Nationalpark im Nordosten des australischen Bundesstaates Queensland. Er liegt 1.928 Kilometer nordwestlich von Brisbane und etwa 20 Kilometer nordnordöstlich von Lockhart River, nur wenige Hundert Meter im Meer vor Cape Weymouth und dem Kutini-Payamu-Nationalpark.
Der Park besteht aus zwei kleinen Inseln, Restoration Island mit einer Fläche von 41 Hektar und Restoration Rock mit einer Fläche von 0,2 Hektar, der einen Kilometer östlich der Hauptinsel liegt.
Der Park wird von den örtlichen Aborigines zusammen mit der Nationalparkverwaltung von Queensland unter dem Status Cape York Peninsula Aboriginal Land (CYPAL) verwaltet.

## Geschichte

### Im 18. Jahrhundert
Am 29. Mai 1789, nach der Meuterei auf der Bounty, landeten Captain Bligh und 18 Männer, die ihm treu geblieben waren, im Rettungsboot des Schiffes auf dieser Insel. Es war die erste Insel, die sie nach 4.000 Kilometer Seereise erreichten, und sie nannten sie Restoration Island, weil die Nahrung, die sie fanden – Austern und einheimische Früchte –, ihre Lebensgeister wieder weckte (engl.: restored their spirits). Zudem war dies der Jahrestag der Wiedereinsetzung (engl.: restoration) von Karl II. im Jahre 1660.
Bligh fand Spuren von Besuchen von Aborigines auf der Insel wie einfache Hütten und Feuerstellen. Er fand Känguruspuren und fragte sich, ob die Eingeborenen die Tiere vielleicht vom Festland herübergebracht hätten, um sie zu züchten, weil sie auf der kleinen Insel später leichter zu fangen gewesen wären. Als die Gruppe zwei Tage später die Insel wieder verließ, sah er Eingeborene an der der Insel gegenüberliegenden Küste, nahm aber keinen Kontakt mit ihnen auf.

### Neuzeit
1989 wurde auf Restoration Island der Nationalpark eingerichtet. Das westliche Drittel der Insel ist davon hingegen ausgenommen. 1993 wurde dieser Teil an den ehemaligen Geschäftsmann David Glasheen verpachtet, der sich auf der Insel niederließ. Personen, die die Insel besuchen und dort einige Zeit leben wollen, müssen zuerst in Lockhart River Kontakt mit Freunden von Glasheen aufnehmen und sie bitten, ein Treffen zu arrangieren. Im Dezember 2008 inserierte Glasheen auf einer Internet-Dating-Website, um eine Freundin zu finden, die mit ihm und seinem Hund auf der Insel leben wollte.

## Landesnatur
Die beiden Inseln bestehen aus Granit. Restoration Island erhebt sich 116 Meter über die Meeresoberfläche, während Restoration Rock eine Höhe von 33 Meter erreicht.

## Flora
Die unteren Hänge von Restoration Island sind mit dichtem Gestrüpp bewachsen, während sich in den höherliegenden Gebieten Myrtenheiden ausbreiten. Auf den Gipfeln und Graten des Eilands findet sich windzerzaustes Heideland. Restoration Rock besitzt nur spärliche Vegetation.

## Einrichtungen und Zugang
Das Zelten auf der Insel ist nicht gestattet. Es gibt auch keine angelegten Wanderwege oder andere Einrichtungen.
Die Inseln sind nur mit privaten Booten erreichbar.